# Tell Me Why (Gold/Alberts)
Tell Me Why is een populair liedje uit 1951 gecomponeerd door Marty Gold en voorzien van tekst door Al Alberts.

## Uitvoeringen

### Jerry Gray
Volgens overlevering was Jerry Gray and his Orchestra de eerste die het opnam. De datum van opname was 28 april 1951 en het plaatje verscheen via Decca Records. Op de B-kant stond Re-Stringing the Pearls (A Ball of Twine) een eigen nummer van Gray. Dat nummer was een vervolg op Stringing the Pearls. Gray speelde voorheen (1939-1945) in de orkesten van Glenn Miller.

### Four Aces
Al vrij snel na de versie van Jerry Gray verscheen de versie van tekstschrijver Al Alberts begeleid door The Four Aces. Deze versie haalde de Amerikaanse hitlijsten en kwam tot plaats 2 in de Billboard Hot 100.

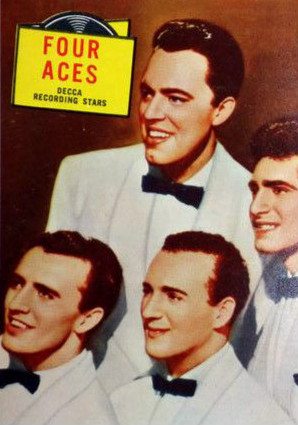
The Four Aces in 1957

#### NPO Radio 2 Top 2000
Tell Me Why stond alleen in 1999 in de NPO Radio 2 Top 2000, op plek 1983.

### The Swallows
Vlak voor het eind van het schrijfjaar 1951 verscheen er een versie van The Swallows op King Records.

### Eddie Fisher
Op 5 december 1951 nam Eddie Fisher het nummer op met Hugo Wintherhaller’s Orchestra. Deze versie haalde de zevende plaats in de Amerikaanse hitlijst in 19 weken notering. Het is een versie die meer solozang met begeleiding heeft.

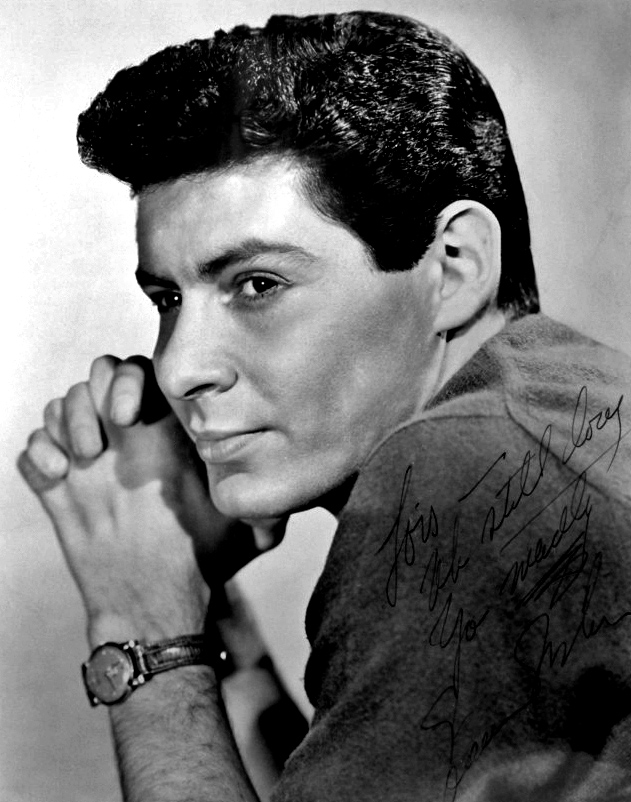
Eddie Fisher

### Skeets MacDonald
Skeets McDonald nam het nummer ook op. Het verscheen samen met Be My Life's Companion van Bob Hilliard en Milton de Lugg

### Dinah Washington
In 1952 verscheen de eerste dame met het nummer. Dinah Washington zong een jazzyer versie van Tell Me Why. Het verscheen samen met Wheel of Fortune.

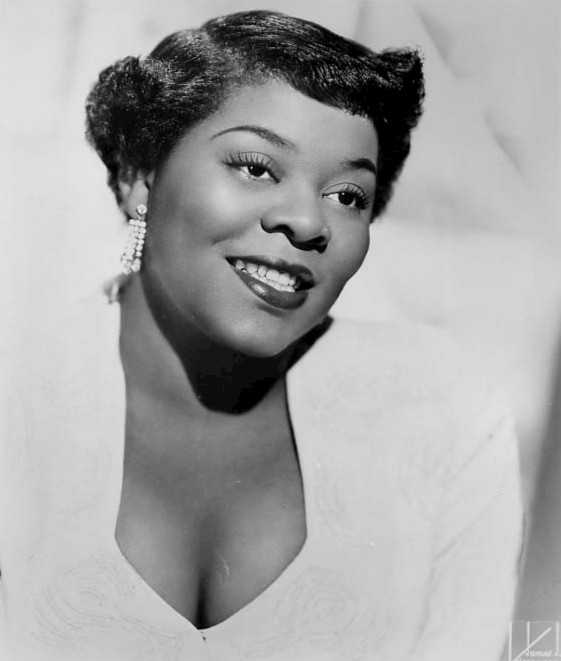
Dinah Washington in 1952

### The Honeycones
Na de versie van Washington leek Tell Me Why van de wereld verdwenen totdat in 1959 The Honeycones (1958-1959) uit Philadelphia het nummer opnamen. Het verscheen bij Ember Records. Deze band nam maar een aantal nummers op; er zijn in totaal vier singles van bekend. Tell Me Why was na Betty Morretti, Op en Gee Whiz hun laatste. De tekstschrijver Al Alberts had bij deze opnamen een vinger in de pap.

### Keely Smith
Keely Smith gaf het nummer niet uit op single, maar nam het op op haar album Because You're Mine.

### Marty Gold
Marty Gold, de originele componist van het nummer, gaf het zelf pas in 1964 uit. Het was het tweede nummer van zijn muziekalbum In a Young Mood gevuld met hits van anderen.

### Bobby Vinton
Bobby Vinton nam het nummer op voor een single en een album, beide met dezelfde titel. Het album stond vol met covers.

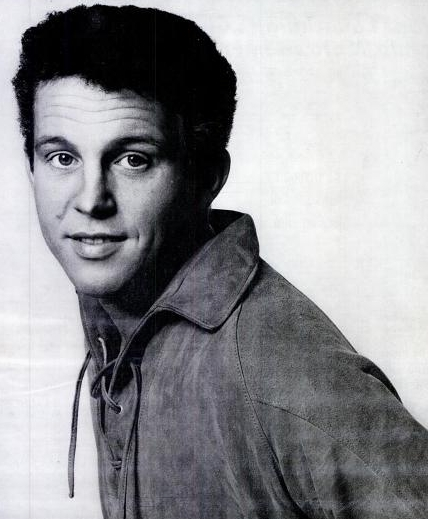
Bobby Vinton 1965

### Ronnie Tober
Ronnie Tober gaf Tell Me Why uit als Zonder jou als B-kant van zijn single Verboden vruchten. Het is dan 1965. De vertaling was van André Meurs, tevens muziekproducent. De arrangeur en dirigent was Jack Bulterman. Deze combinatie stond 1 week in de Nederlandse Top 40, in week 27 in 1965 haalde het de 37e plaats. Philips Records gaf diezelfde combinatie uit op EP, Ronnie’s tweede.

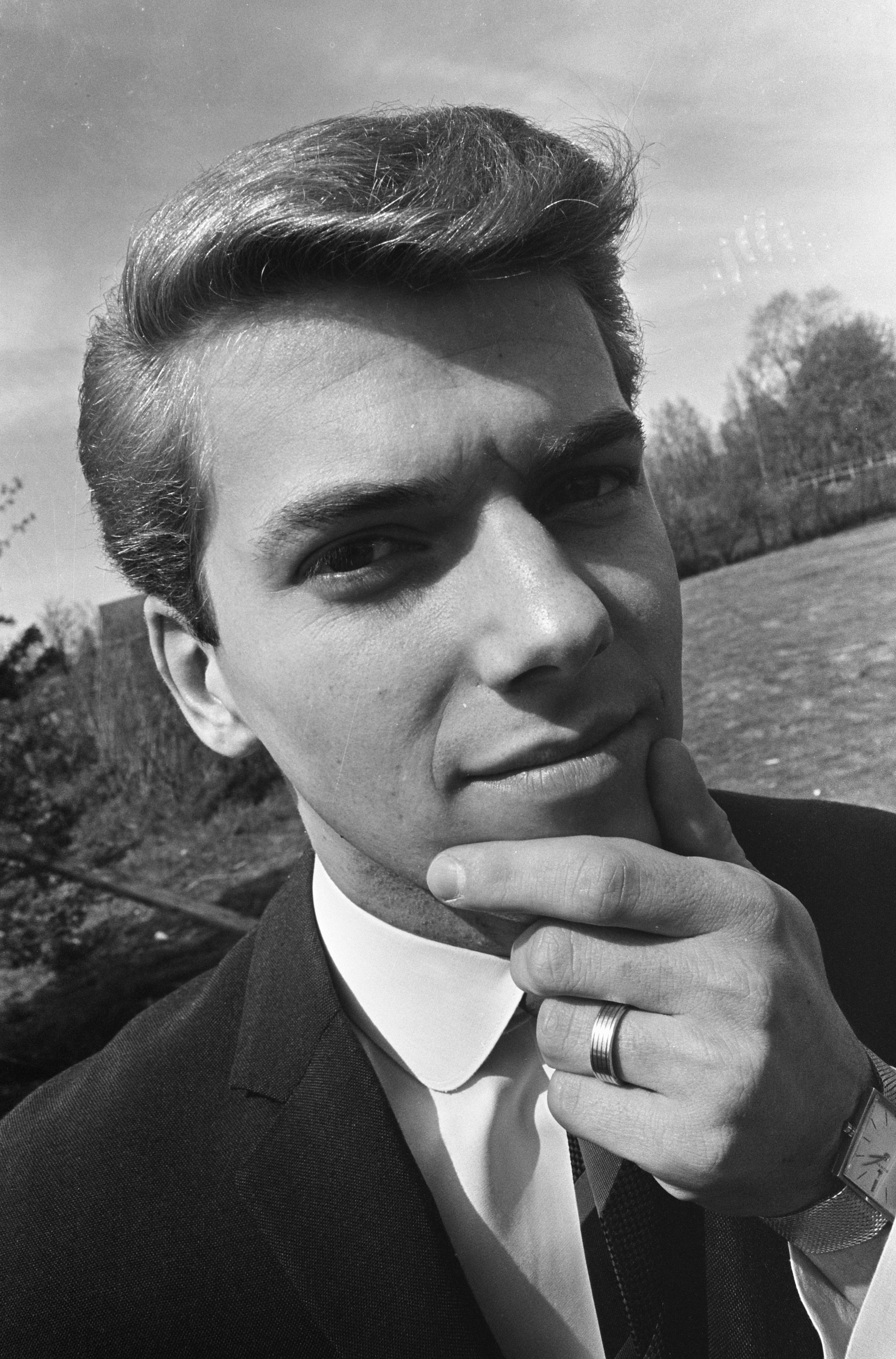
Ronnie Tober in 1966

### Octopus
Octopus nam het op voor hun elpee Oldies But Goldies.